# Helmut Rieche

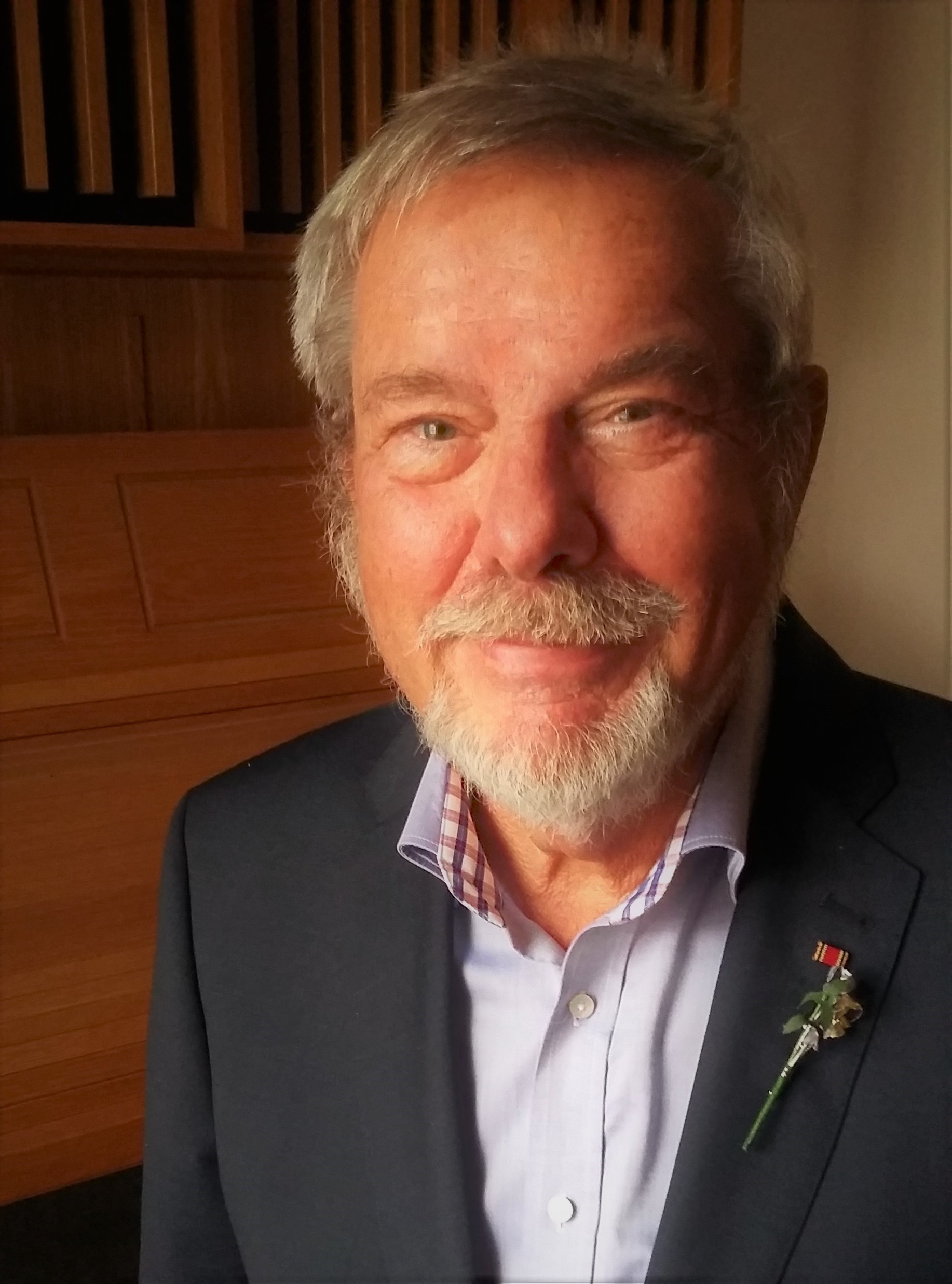
Helmut Rieche

Helmut Rieche (* 7. Februar 1943 in Bernburg (Saale)) ist ein deutscher Kommunalpolitiker (Christlich Demokratische Union Deutschlands, CDU). Er war von 1990 bis 2008 Bürgermeister und Oberbürgermeister der Stadt Bernburg (Saale).

## Werdegang
Helmut Rieche wurde 1943 in Bernburg/Saale geboren und gehört im weitesten Sinne zur Bernburger Familie Rieche, zu der auch der Chemiker Alfred Rieche und der Unternehmer Walter Rieche sowie deren Vater Karl Louis Berthold Rieche als Gründer der pharmazeutischen Fabrik „Dr. A. Rieche & Co. GmbH“ gehörten. 
Helmut Rieche ist in Bernburg aufgewachsen, besuchte hier von 1949 bis 1957 die Grundschule „Franz Mehring“ und anschließend die Oberschule (heute Gymnasium Carolinum), die er 1961 mit dem Abitur abschloss.
Rieche studierte zunächst ab 1961 Theologie an der Friedrich-Schiller-Universität Jena, musste das Studium aber bereits 1962 aus politischen Gründen vorzeitig beenden. Von 1962 bis 1964 besuchte er daher die Betriebsschule der Bezirksdirektion für Post- und Fernmeldewesen und erlangte den  Facharbeiterabschluss als „Fernmeldemechaniker“. Seine Bewerbung für ein Studium der Elektrotechnik wurde aufgrund seiner "starken kirchlichen Bindung" abgelehnt. 1964–1965 leistete er bei der Nationalen Volksarmee (NVA) den 18-monatigen Grundwehrdienst.
Von 1965 bis 1968 arbeitete er im Zementwerk Bernburg, parallel nahm er ab 1965 ein Fernstudium an der Friedrich Schiller-Universität Jena auf und erlangte 1970 seinen  Abschluss als Diplom-Ingenieur für Mess-, Steuerungs- und Regelungstechnik (MSR).
Nach seiner Ausbildung folgten unmittelbar seine Berufsjahre als Ingenieur in der Industrie. Zunächst war er in den Jahren 1968 bis 1969  im Zementanlagenbau Dessau als Gruppenleiter BMSR am Aufbau des neuen Zementwerkes Bernburg beteiligt. Danach wechselte er von 1969 bis 1970 zum Kernkraftwerk Rheinsberg als Ingenieur für wärmetechnische Messgeräte. Von 1970 bis 1973 arbeitete er im Vorwärmer- und Kesselbau Köthen als Offertingenieur für Heizwerke, von 1973 bis 1987 war er in der Drahtzieherei Bernburg als Investitions-Ingenieur und als  Energetiker tätig. Für den Zeitraum von 1987 bis 1990 wechselte er zum Serumwerk Bernburg und arbeitete hier als Ingenieur für Instandhaltung.
Rieche lebt in seiner Heimatstadt Bernburg.

## Politik
Seit 1968 war er Mitglied der Christlich-Demokratischen Union Deutschlands (CDU in der DDR), 1990 wurde er Mitglied in der Christlich Demokratischen Union Deutschlands (CDU).
Im Zuge des deutschen Wiedervereinigungsprozesses wurde Rieche am 7. Juni 1990 durch die damalige Stadtverordnetenversammlung zum Bürgermeister von Bernburg gewählt. Er war damit der erste frei gewählte Bürgermeister der Stadt nach 57 Jahren politischer Diktatur.
Nach Ablauf der ersten Amtszeit erfolgte am 12. Juni 1994 seine erste Wiederwahl, jetzt zum  Oberbürgermeister. Am 20. Mai 2001 wurde Rieche in zweiter Wiederwahl erneut im Amt bestätigt. Er übte das Amt bis zu seinem Ruhestand im Jahre 2008 aus. Am 1. März 2008 erfolgte der Amtsantritt seines Nachfolgers Henry Schütze.          

## Mitgliedschaften
- Verkehrsverein Bernburg (Saale) als Vorsitzender
- Esperanto Liga Sachsen-Anhalt (Landesvorsitzender)
- Musikschule Bernburg (Vorsitzender / stellvertretender Vorsitzender)
- Förderverein Tiergarten
- DCC (Deutscher Campingclub)